# Xiang Peng
Xiang Peng (chinesisch 向鵬 / 向鹏, Pinyin Xiàng Péng; * 7. März 2003 in Taizhou, Provinz Zhejiang) ist ein chinesischer Tischtennisspieler. Er gewann zahlreiche Medaillen bei Jugend-Weltmeisterschaften. Am 6. April 2025 wurde er überraschend Sieger des WTT Champions Incheon 2025 im Finale gegen den Südkoreaner Lee Sang-su.

## Werdegang
Xiang Peng trat 2018 erstmals international in Erscheinung. Bei Jugend-Asienmeisterschaften holte er insgesamt vier Medaillen, davon dreimal Gold sowie einmal Silber. Auch bei Jugend-Weltmeisterschaften trat er erfolgreich auf, weil er hier insgesamt zehn Medaillen gewinnen konnten. 2019 hatte er erste Auftritte auf der World Tour, genauso wie 2020 kam er hier aber weder im Einzel, Doppel noch Mixed in die Nähe von Medaillenrängen. Mit dem Gewinn der Canada Open sicherte er sich seinen ersten Titel im Rahmen der Challenge Series. Im März 2022 kam Xiang erstmals unter die Top 100 in der ITTF-Weltrangliste. Beim WTT Contender Muscat gewann er zwei Medaillen: Im Halbfinale holte er nach einer Halbfinalniederlage gegen Liang Jingkun Bronze, im Doppel errang er mit Lin Shidong Gold. Zudem konnte Xiang beim WTT Contender Zagreb Silber im Einzel gewinnen. Zuvor schlug er Spieler wie Tomokazu Harimoto, Ricardo Walther oder Chuang Chih-Yuan. Zwei Silbermedaillen holte der Chinese auch beim WTT Feeder Otočec. Durch diese Erfolge konnte er mit Platz 29 in der Weltrangliste ab Juni seine persönliche Bestmarke vollziehen.

## Turnierergebnisse
| Verband | Veranstaltung                               | Jahr | Ort          | Land | Einzel        | Doppel        | Mixed         | Team | U-21       |
| ------- | ------------------------------------------- | ---- | ------------ | ---- | ------------- | ------------- | ------------- | ---- | ---------- |
| CHN     | WTT Star Contender (European Summer Series) | 2022 | Budapest     | HUN  | Silber        |               |               |      |            |
| CHN     | WTT Contender                               | 2022 | Zagreb       | CRO  | Silber        | letzte 16     |               |      |            |
| CHN     | WTT Contender                               | 2022 | Maskat       | OMN  | Halbfinale    | Gold          |               |      |            |
| CHN     | WTT Feeder                                  | 2022 | Otočec       | SLO  | Silber        | Silber        |               |      |            |
| CHN     | Challenge Series                            | 2019 | Markham      | CAN  | Gold          |               |               |      | Halbfinale |
| CHN     | Challenge Series                            | 2019 | Minsk        | BLR  |               | letzte 16     |               |      |            |
| CHN     | Challenge Series                            | 2019 | Władysławowo | POL  | Viertelfinale |               |               |      | Gold       |
| CHN     | Challenge Series                            | 2019 | Lissabon     | POR  | letzte 64     |               |               |      | Silber     |
| CHN     | World Tour                                  | 2020 | Doha         | QAT  | letzte 32     |               |               |      |            |
| CHN     | World Tour                                  | 2020 | Magdeburg    | GER  | letzte 64     |               |               |      |            |
| CHN     | World Tour                                  | 2019 | Olmütz       | CZE  | letzte 32     |               |               |      |            |
| CHN     | World Tour                                  | 2019 | Geelong      | AUS  | letzte 64     |               |               |      |            |
| CHN     | World Tour                                  | 2019 | Busan        | KOR  | letzte 64     |               |               |      |            |
| CHN     | Jugend-Weltmeisterschaft                    | 2021 | Nova de Gaia | POR  | Gold          |               | Silber        | Gold |            |
| CHN     | Jugend-Weltmeisterschaft                    | 2019 | Korat        | THA  | Gold          | Halbfinale    | Halbfinale    | Gold |            |
| CHN     | Jugend-Weltmeisterschaft                    | 2018 | Bendigo      | AUS  | Halbfinale    | Gold          | Viertelfinale | Gold |            |
| CHN     | Jugend-Asienmeisterschaft (Junioren)        | 2019 | Ulaanbaatar  | MGL  | Silber        |               |               | Gold |            |
| CHN     | Jugend-Asienmeisterschaft (Junioren)        | 2018 | Nay Pyi Taw  | MYA  | Gold          |               |               | Gold |            |
| CHN     | World Junior Circuit                        | 2018 | Bangkok      | THA  | Silber        |               |               |      |            |
| CHN     | World Junior Circuit                        | 2018 | Lignano      | ITA  | Halbfinale    | Viertelfinale |               |      |            |
| CHN     | World Junior Circuit                        | 2018 | Władysławowo | POL  | Gold          | letzte 16     |               |      |            |